# Корве
Корве́, или Горве́, или Курве́ (перс. قروه‎, курд. Qurwe, азерб. Qürvə) — город на западе Ирана, в провинции  Курдистан. Административный центр шахрестана  Корве. Пятый по численности населения город провинции.

## География
Город находится в юго-восточной части Курдистана, на высокогорной равнине, на высоте 1904 метров над уровнем моря.
Корве расположен на расстоянии приблизительно 75 километров к востоку-юго-востоку (ESE) от Сенендеджа, административного центра провинции и на расстоянии 460 километров к западу-юго-западу (WSW) от Тегерана, столицы страны.

## Население
По данным переписи, на 2006 год население составляло 65 842 человека; в национальном составе преобладают курды и азербайджанцы, в конфессиональном — шииты и сунниты.
| 1986   | 1991   | 1996   | 2006   | 2012   |
| ------ | ------ | ------ | ------ | ------ |
| 37 456 | 51 247 | 61 659 | 65 842 | 69 931 |

## Достопримечательности
В 10 километрах от города, по направлению к Серишабаду, расположены купальни, возведённые в период правления Каджарской династии. Кроме того, в близлежащей деревне Баба Горгор (Baba Gorgor) находится имамзаде и минеральный источник.